# ميريام بريانت
ميريام ميلاني براينت (Miriam Melanie Bryant) من مواليد 8 مارس 1991.هي مغنية وكاتبة أغاني سويدية.

## مسيرتها
تأثرت ميريم براينت شديد التأثر بوالدها الموسيقي البريطاني وكذلك والدتها الفنلندية ميلانشولي، وبدأت في كتابة الأغاني في نوفمبر 2011 مع صديق طفولتها فيكتور رادستروم وهو منتج وكاتب أغاني. بعد أربعة أشهر، أنتجت ثلاث أغنيات تم إصدارها في أول ظهور لها "Finders، Keepers" في مارس 2012 من خلال شركة التسجيلات 100Songs. حظيت الأغنية باهتمام عالمي بين المدونين والمواقع الموسيقية.إضافة لذلك تعاونت ميريام مع منتج الموسيقى الشهير دي جي زيد ، الذي سمعها لأول مرة على الراديو الألماني .قام إثر ذلك باعداد ريمكس لأغنيتها "Push Play" على ألبومه الذي أعيد إصداره وتعاونت معه على إنشاء فيديو موسيقي لأغنيتها "Push Play".
أصدرت Bryant ألبوم "EP" حمل اسم push plat و ذلك في تاريخ في 8 أكتوبر 2013 من خلال تسجيلات إنترسكوب و كان ذلك أول إصداراتها في الولايات المتحدة.في عام 2015 كانت براينت واحدة من ثمانية فنانين شاركوا في برنامج Så mycket bättre على القناة التجارية السويدية TV4.

### ألبوماتها
| السنة | الألبوم        | المركز         | الشهادات |
| السنة | الألبوم        | سويرجتوبليستان | الشهادات |
| ----- | -------------- | -------------- | -------- |
| 2013  | Raised in Rain | 12             |          |

### Extended plays
| السنة | العنوان               | المركز         | الشهادات |
| السنة | العنوان               | سويرجتوبليستان | الشهادات |
| ----- | --------------------- | -------------- | -------- |
| 2013  | Push Play             | –              |          |
| 2015  | I Am Dragon           | 18             |          |
| 2016  | Hisingen och hem igen | 2              |          |
| 2017  | Bye Bye Blue          | 5              |          |

### أغانيها
| السنة | الأغنية              | المركز         | المركز            | المركز                       | الشهادات | الألبوم        |
| السنة | الأغنية              | سويرجتوبليستان | أو3 النمسا توب 40 | جي إف كاي إنترتاينمنت تشارتس | الشهادات | الألبوم        |
| ----- | -------------------- | -------------- | ----------------- | ---------------------------- | -------- | -------------- |
| 2012  | "Finders, Keepers"   | –              | 51                | 46                           |          | Raised in Rain |
| 2012  | "Raised in Rain"     | –              | –                 | –                            |          | Raised in Rain |
| 2013  | "Push Play"          | 12             | –                 | –                            | Gold     | Raised in Rain |
| 2013  | "Last Soul on Earth" | –              | –                 | –                            |          | Raised in Rain |
| 2014  | "Dragon"             | 29             | –                 | –                            |          | I Am Dragon    |
| 2016  | "Black Car"          | 2              | –                 | –                            |          | Bye Bye Blue   |
| 2017  | "Everything"         | 16             | –                 | –                            |          | Bye Bye Blue   |
| 2017  | "Rocket"             | 21             | –                 | –                            |          | Bye Bye Blue   |
| 2017  | "Words"              | 60             | –                 | –                            |          | Bye Bye Blue   |

شاركت فيها
| السنة | الأغنية                                                  | المركز         | المركز      | المركز         | المركز             | المركز                               | المركز     | الألبوم   |
| السنة | الأغنية                                                  | سويرجتوبليستان | أريا تشارتس | BEL (FL)       | مخطط غاون للموسيقى | ببلنغ تحت الهوت 100 الأغاني المنفردة | US (Dance) | الألبوم   |
| ----- | -------------------------------------------------------- | -------------- | ----------- | -------------- | ------------------ | ------------------------------------ | ---------- | --------- |
| 2013  | "Push Play" (Zedd featuring Miriam Bryant)               | –              | –           | –              | –                  | –                                    | –          |           |
| 2014  | "Find You" (Zedd featuring ماثيو كوما and Miriam Bryant) | –              | 68          | 34* (Ultratip) | 61                 | 1                                    | 1          | Divergent |

*Did not appear in the official Belgian Ultratop 50 charts, but rather in the bubbling under Ultratip charts.
أغاني أخري دخلت التصنيفات
| السنة | الأغنية            | المركز         | الألبوم               |
| السنة | الأغنية            | سويرجتوبليستان | الألبوم               |
| ----- | ------------------ | -------------- | --------------------- |
| 2015  | "One Last Time"    | 4              | Hisingen och hem igen |
| 2015  | "Ett sista glas"   | 4              | Hisingen och hem igen |
| 2015  | "Life Is a Flower" | 11             | Hisingen och hem igen |
| 2015  | "Stationen"        | 6              | Hisingen och hem igen |
| 2015  | "The Only One"     | 15             | Hisingen och hem igen |
| 2015  | "Allt jag behöver" | 2              | Hisingen och hem igen |
| 2016  | "Game"             | 97             | Black Car-single      |